# Morro de Liebre de Breixa
Morro de Liebre de Breixa es una  variedad cultivar de manzano (Malus domestica). Esta manzana es originaria de Galicia, está cultivada en la colección de árboles frutales y banco de germoplasma de Mabegondo con el N.º 210; ejemplares procedentes de esquejes localizados en Santiago de Breixa, parroquia del municipio de Silleda (Pontevedra).

## Sinónimos
- "Manzano Morro de Liebre de Breixa",[4][5]
- "Mazá Morro-de-lebre de Breixa",
- "Morro de llebre",[6]
- "Hocicuda",
- "Morruda",
- "Hocico de perro",
- "FocicuPerru".

## Características
El manzano de la variedad 'Morro de Liebre de Breixa' tiene un vigor elevado. Tamaño grande y porte erguido.
Época de inicio de brotación a partir del 1 de abril y de floración a partir de 28 abril.
Sus flores tienen una longitud de los pétalos media, anchura de los pétalos es media, disposición de los pétalos en contacto entre sí, con una longitud del pedúnculo corta.
La variedad de manzana 'Morro de Liebre de Breixa' tiene un fruto de tamaño medio, de forma plana-globosa, de color amarillo, con chapa lavada, de intensidad pálida. Epidermis de textura desigual sin pruina en su superficie, y con presencia de cera débil. Sensibilidad al "russeting" (pardeamiento áspero superficial que presentan algunas variedades) sensible. Con lenticelas de tamaño pequeño.
Los sépalos están dispuestos de forma variable, libres en su base; fosa calicina profunda de una anchura media. Pedúnculo de grosor estrecho y de longitud media, siendo la cavidad peduncular de profundidad media y de una anchura media. Con pulpa de color blanca, de firmeza es intermedia y textura de pulpa intermedia; su jugosidad es jugosa con sabor de acidez baja, dulce, aromática.
Época de maduración y recolección a partir del 10 de septiembre. 'Morro de Liebre' es una manzana dedicada a la producción de mesa.

## Susceptibilidades
- Oidio: ataque fuerte
- Moteado: no presenta
- Raíces aéreas: ataque débil
- Momificado: no presenta
- Pulgón lanígero: ataque medio
- Pulgón verde: no presenta
- Araña roja: no presenta
- Chancro: no presenta[3]